# Серія (екологія)
Серія (екологія) (сукцесійна серія, серіальні етапи) — послідовність характерних змін, які спостерігаються в ході сукцесії (класична модель, концепція Клементса). За Клементсом, сукцесія є процесом детермінованим і спрямованим, сукцесійні етапи в біоценозі послідовно змінюються, завдяки зміні умов, які створилися на попередніх етапах. Залежно від початкових умов розрізняють:
- гідросерія — сукцесія розпочинається у водному середовищі, наприклад, при заростанні озера,
- ксеросерія — сукцесія розпочинається в наземному бідному на органічні речовини середовищі, наприклад на вулканічних викидах,
- літосерія — сукцесія розпочинається на голих скелях, наприклад обтесаних льодовиком,
- мікросерія — сукцесія мікроорганізмів, напр., на гниючому листі.

В ході первинної сукцесії Клементс вирізняв:
- фаза нудації (оголення, надання вільного простору),
- фаза ецесії (іміграція видів),
- конкурентна фаза (конкуренція між видами, що вселяються)
- фазні реакції (зміни характеру біоценозу через зміни умов, викликані наявністю ранніх імігрантів).

Сукцесійний ряд - послідовні стадії, через які проходять співтовариства тварин і рослин в даному районі, досягаючи стану відносного клімаксу, зумовленого ґрунтовими, кліматичними та ін. умовами. Багатство або бідність сукцесійного ряду визначається багатством чи бідністю флори і фауни, ступенем негативного впливу людської діяльності. Знання специфіки механізмів факторів, що впливають на динаміку співтовариств, дозволяє вести розумну господарську діяльність, розробку заходів по рекультивації порушених ценозів, розвитку землеробства і тваринництва. Це особливо необхідно при освоєнні ресурсів в екосистемах з підвищеною чутливістю до забруднення.